# جوزيف زايونتشيك
الأمير جوزيف زايونتشيك (1 نوفمبر 1752 - 28 أغسطس 1826) جنرال وسياسي بولندي. بدأ حياته المهنية في جيش الكومنولث البولندي الليتواني ، مساعدًا لهيتمان فرانسيسك كساويري برانيكي ، قبل أن ينضم إلى المعارضة الليبرالية خلال مجلس النواب العظيم عام 1790. وأصبح مؤيدًا راديكاليًا لدستور 3 مايو 1791. كقائد عسكري برتبة لواء ، شارك في الحرب البولندية - الروسية عام 1792 وانتفاضة كوسيوسكو. بعد تقسيم بولندا ، انضم إلى جيش نابليون ، وكان جنرالًا في قوات نابليون حتى جرحه وأسره أثناء غزو نابليون لروسيا في عام 1812. من عام 1815 أصبح مشاركًا في حكم مملكة كونغرس بولندا وأصبح أول نائب في مملكة بولندا.

## نشأته
ولد جوزيف زايونتشيك في 01 نوفمبر 1752 في كامينيتس، لأبويه أنتوني زايونتشيك و ماريانا سيسكوفسكا ، أعضاء الأسرة النبيلة البولندية شفينكا. ربما التحق الشاب زاجيكزيك بمدرسة في مدينة زاموشتش ، ولاحقًا في مدرسة اليسوعي في وارسو.